# Сакор, Вайеба
Вайеба Сакор (норв. Vajebah Sakor; 14 апреля 1996 года, Либерия) — норвежский футболист либерийского происхождения, полузащитник шведского клуба «Гётеборг».

## Клубная карьера
Уроженец Либерии, переехал в Норвегию в детстве. Является воспитанником команды «Аскер». 26 июня 2011 года дебютировал за неё в возрасте 15 лет во встрече против «Рандаберга». Стал самым молодым игроком Первого Норвежского Дивизиона.
В августе 2012 года находился на просмотре в итальянском «Милане». В январе 2013 года подписал контракт с «Ювентусом». В 2015 году был в аренде в «Вестерло», однако в официальных встречах не участвовал. В 2016 году был отдан в аренду в «Волеренгу». 9 апреля 2016 года дебютировал в норвежском чемпионате в поединке против «Стабека», выйдя на замену на 71-й минуте вместо Никласа Кастро.

## Карьера в сборной
Игрок юношеских сборных Норвегии. Принимал участие в четырёх отборочных турнирах к юношеским чемпионата Европы, однако вместе со сборной никогда в финальную часть не попадал.